# Slag bij Okswerderzijl
De Slag bij Okswerderzijl is een veldslag in de Grote Friese Oorlog. Het treffen vond plaats op 18 juni 1417 bij de Okswerderzijl bij Okswerd ten westen van Noordhorn en ging tussen de Schieringers, met Sikke Sjaarda als aanvoerder, en de geallieerden (familie Tom Brok en de stad Groningen) waarvan Keno II tom Brok aan het hoofd van stond. 

## Aanloop
Nadat Keno II tom Brok de stad Emden in Oost-Friesland veroverd had op Hisko Abdena en bij de omkeer van de macht in Groningen de adellijke geslachten Bronkhorst en Onsta door Hekerens en Schieringers uit de stad waren gejaagd, kwam het tussen 1413 en 1415 niet meer tot een openlijke confrontatie. Wel probeerden de betrokken partijen elkaar door piraterij zo veel mogelijk schade toe te brengen. Zo zette Okko een gedeelte van de Ommelanden onder water en waren de Schieringers onder leiding van Coppen Jarich op rooftocht in de Ommelanden om de eigen verdediging te kunnen bekostigen.  
De Geallieerde partij maakte plannen om Groningen terug te veroveren en brachten een grote vloot bij elkaar. Terwijl deze vloot de komst van de Schieringen opwachtte kwamen in Eelde veel bondgenoten van Keno tom Brok uit de Ommelanden bijeen. Omdat de stad Groningen door de Schieringers niet goed beveiligd werd kon in de nacht 13 op 14 september 1415 de stad in Geallieerde handen vallen. Toen Keno met zijn vloot aan wal stapte, vluchtte Coppen met het Schieringer leger naar Kampen toe en van daaruit naar Sneek en later naar Bolsward. Coppen wilde zo spoedig mogelijk Groningen weer in handen zien te krijgen en hij vormde in Westerlauwers Friesland een nieuw Schieringer leger. Hij breidde dit leger verder uit met andere Schieringers door deze te overtuigen mee te doen tegen Keno en zijn partij. Daarbij kreeg Coppen onverwacht hulp van de Roomse koning Sigismund. Het zwaartepunt van de oorlog verplaatste zich nu van Oost-Friesland en de stad Groningen, naar het westen van de Ommelanden toe.  

## De slag
Het versterkte Schieringer leger vertrok begin juni 1417 om de stad Groningen aan te vallen. Vanuit Westerlauwers Friesland werd de Lauwers overgestoken en onderweg eerst het klooster van Aduard ingenomen om als versterking gebruikt te kunnen worden. Intussen was Keno vanuit Oost-Friesland onderweg met zijn leger om hulp te bieden. Op 18 juni stonden beide partijen tegenover elkaar bij de Okswerderzijl. Aanvoerder bij de Schieringer was de Franeker hoofdeling Sikke Sjaarda geworden, bij de geallieerden stond Keno aan het hoofd.  
Beide partijen waren massaal aanwezig, zoals later bleek uit het aantal slachtoffers dat in de slag viel. In de strijd ging het er heftig aan toe, maar uiteindelijk werd de slag door de geallieerden gewonnen en niet door de Schieringers. Volgens de latere geschiedschrijver Ubbo Emmius zou de Oost-Friese hoofdeling Fokko Ukena die aan de zijde van Keno vocht een grote rol hebben gespeeld in het verloop van de slag. Aan Schieringer zijd sneuvelden ongeveer 500 man en werden 400 Schieringers gevangengenomen. De overgebleven Schieringers sloegen op de vlucht. Ook aan Geallieerde zijde vielen veel slachtoffers al is het precieze aantal ervan niet bekend.

## Afloop
Keno had de Schieringers in de tang, zijn ziekte zorgde er echter voor dat hij terug moest keren naar het Broekmerland.  Twee dagen na de overwinning sloten Groningen, Hunsingo en Fivelgo een nieuw verbond waarbij zij elkaar beloofden geen buitenlandse heer aan te nemen. Een deel van het leger van Keno bleef achter in Groningen en onder leiding van Fokko Ukkena en Sibet Papinga zetten zij de achtervolging op de Schieringers die richting Achtkarspelen gevlucht waren, waar zij het op een plunderen en roven zetten.   